# 12479 Осімаосаму
12479 Осімаосаму (12479 Ohshimaosamu) — астероїд головного поясу, відкритий 5 березня 1997 року.
Тіссеранів параметр щодо Юпітера — 3,595.
Названо на честь Осіма Осаму (яп. おおしま・おさむ(大島修) о:сіма осаму)